# Neutor (Nürnberg)

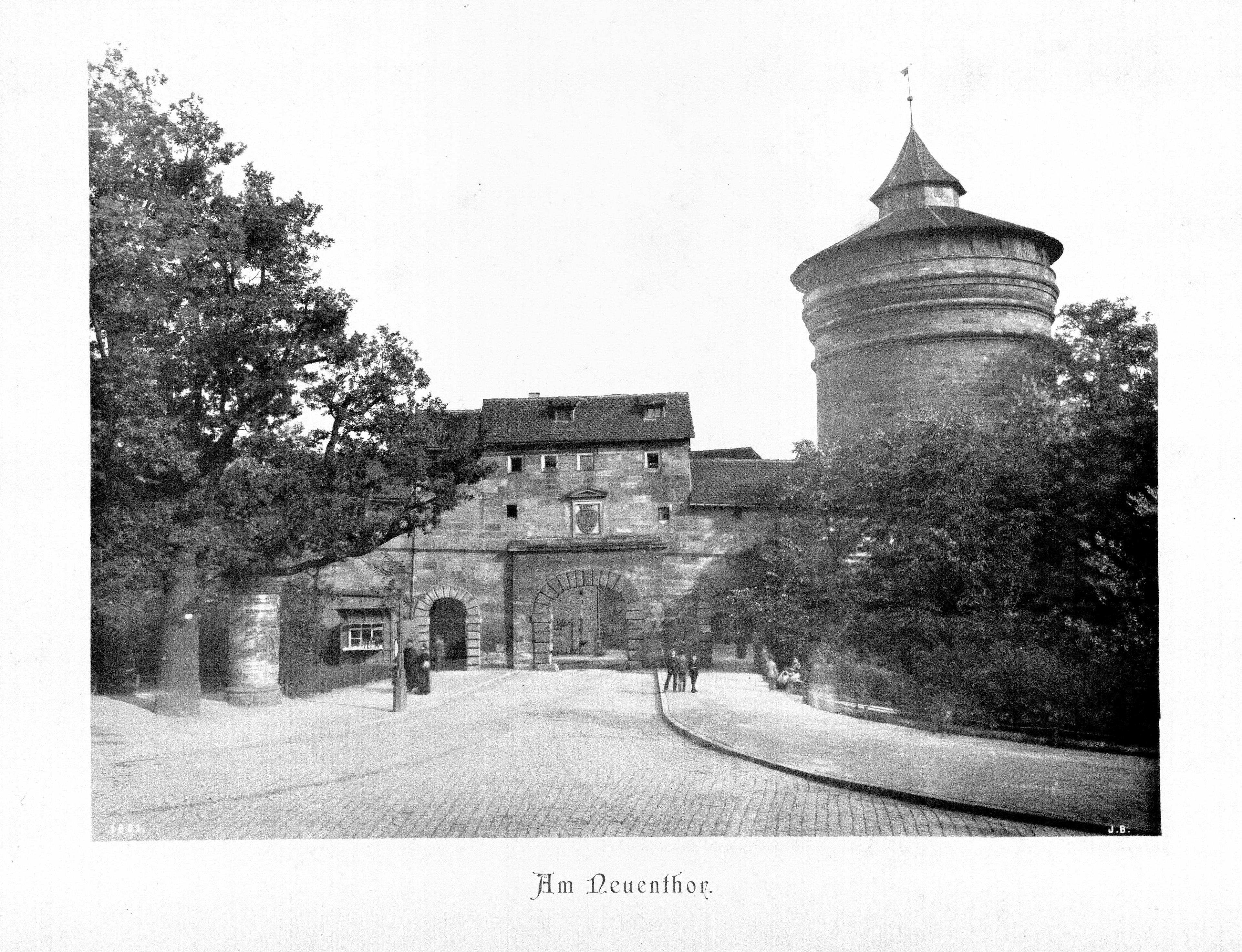
Neutor von Süden, 1891

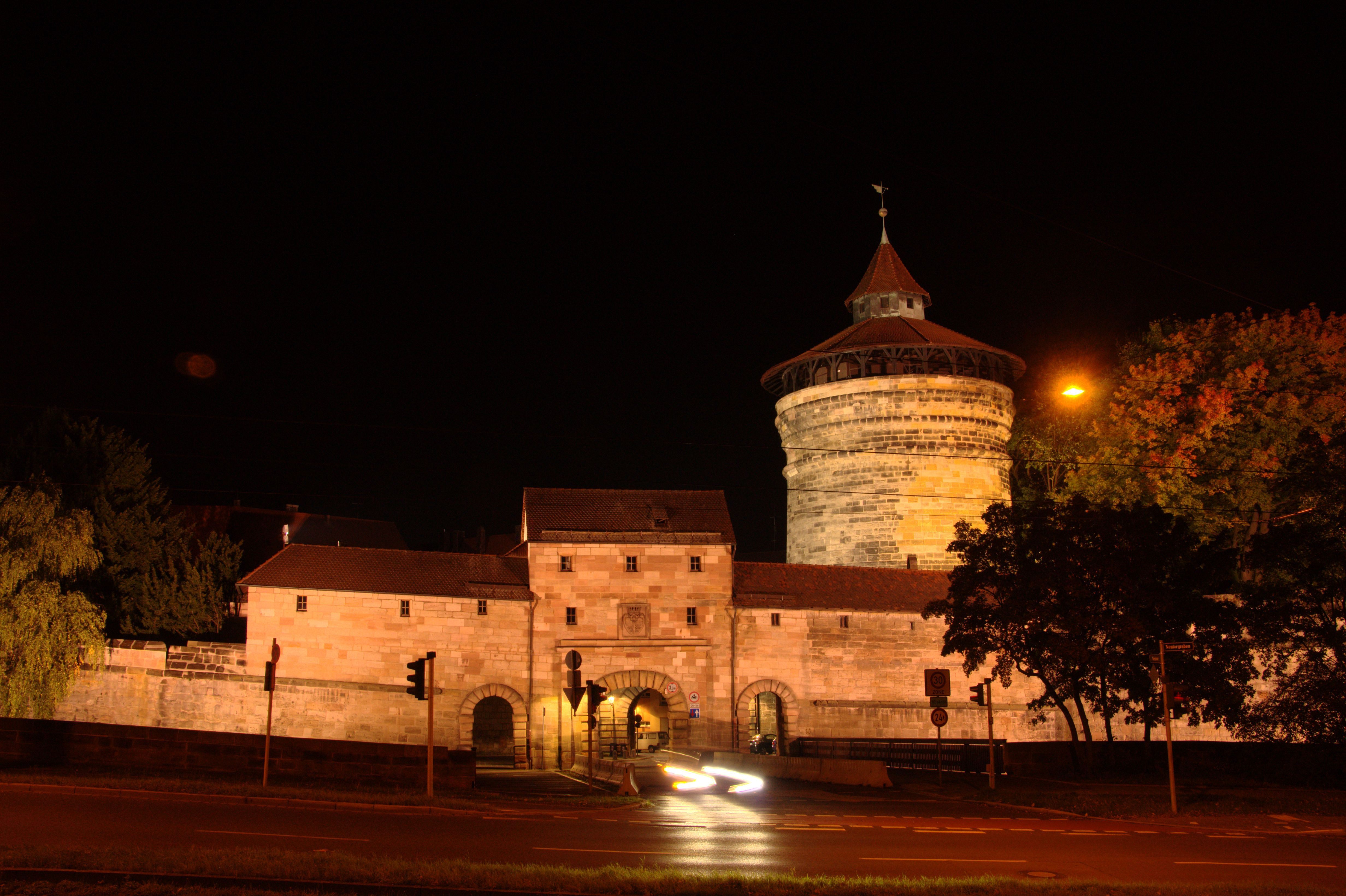
Neutor von Norden, 2012

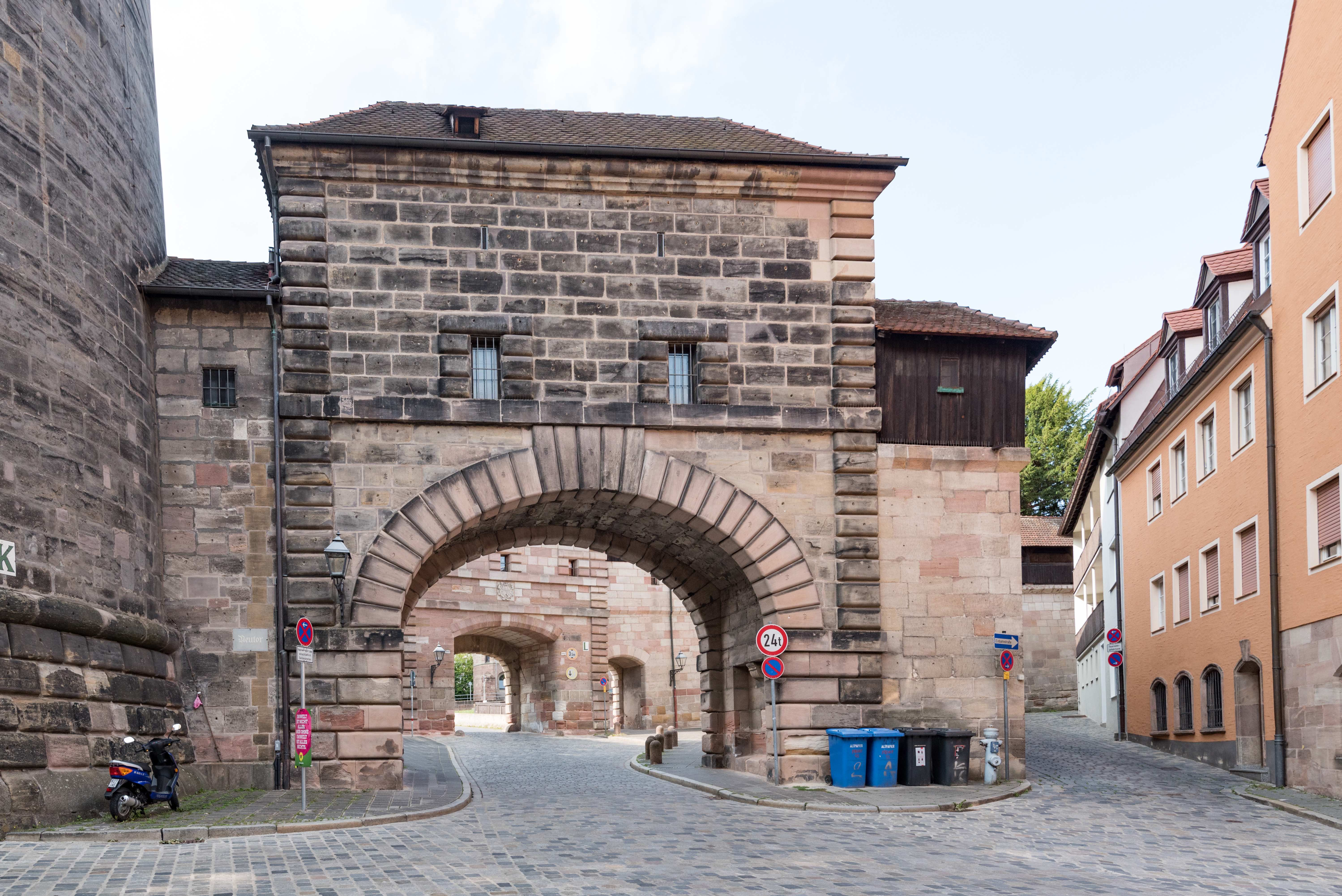
Neutor von Süden, 2017

Das Neutor ist ein altes Tor im Nordwesten der Nürnberger Stadtmauer, südwestlich der Nürnberger Burg gelegen.
Der Neutorturm ist einer der vier markanten, runden Haupttürme der Nürnberger Stadtbefestigung, seine alte Bezeichnung ist „Grün K“.
Das Neutor war eines der vier Haupttore der Nürnberger Stadtbefestigung, wurde schon 1377 erwähnt und führte über St. Johannis (Nürnberg) nach Fürth, Würzburg und Frankfurt am Main. Es wurde neben dem älteren Tiergärtnertor errichtet; dem Torturm war ursprünglich ein Vorwerk vorgelagert.
1564 wurde der Turm rund ummantelt und das alte Vorwerk durch die Neutorbastei ersetzt.
Das Neutor besteht genau genommen aus einem inneren und einem äußeren Tor. Das äußere Torgebäude des Vorwerks hat die alte Bezeichnung „Grün L“. Im 19. Jahrhundert wurden Fußgängerdurchlässe im äußeren Tor ergänzt.
Der Mauerbereich zwischen Hallertor und Tiergärtnertor heißt Neutormauer. Danach wurden die innerhalb der Stadtmauer liegende Gasse Neutormauer und die außerhalb gelegene Hauptverkehrsstraße Neutorgraben benannt; außerdem die zum Tor führende Neutorstraße, über die früher der gesamte Fernhandel lief, und der Neutorzwinger.
Im Zwinger zwischen Haller- und Neutor wurde der „Heilpflanzengarten am Hallertor“ angelegt, der in der warmen Jahreshälfte öffentlich zugänglich ist. Über eine Tür gelangt man auf die nördlichen Befestigungsanlagen mit dem Bürgermeistergarten und den Burgbasteien.